# Anablysis manausana
Anablysis manausana är en insektsart som beskrevs av Marius Descamps 1981. Anablysis manausana ingår i släktet Anablysis och familjen gräshoppor. Inga underarter finns listade i Catalogue of Life.